# Csúrog
Csúrog (korábban Csurog, szerbül Чуруг / Čurug) település Szerbiában, a Vajdaságban, a Dél-bácskai körzetben, Zsablya községben.

## Fekvése
Zsablyától 10 km-re északra, Bácsföldvártól 8 km-re délre, a Tisza jobb partja mellett, a Sajkásvidék északi részén fekszik.

## Története
Csúrog Árpád-kori település. Nevét már 1238-ban Churlach (Csurlak) néven említette egy oklevél, IV. Béla ekkor adományozta a fehérvári kereszteseknek a szaracénok által lakott falut vásárjövedelmeivel és Becsének tiszai révével együtt.
1254-ben Csurug néven volt említve és ekkor Henrik comesé lett, aki aztán 1289-ben András zathai várnagynak adta cserébe, ennek valkómegyei, Szilmező nevű birtokáért.
1325-ben Gerechi Gotthard özvegye a bácsi káptalan előtt Chorug, Bekuskereki és Dal nevű birtokait örökre átengedte vejének, Torhusi Miklósnak.
1332-1337. között neve szerepelt a pápai tizedjegyzékben is Churuk, majd 1338-1342. között Charug néven.
1363-ban Gerechi Gotthard Margit és Klára nevű leányai osztoztak meg Csurog, Bekuskereki és Dal nevű birtokaikon.
A karlócai béke után a település a katonai határőrvidék része kisebb módosulásokkal 1873-ig.
1910-ben 10 196 lakosából 6685 szerb, 2490 magyar és 228 német volt.
A trianoni békeszerződésig Bács-Bodrog vármegye Zsablyai járásához tartozott.
Az 1942-es „hideg napoknak” kb. 800 szerb áldozata volt.
1944. végén, a délvidéki vérengzések során a szerbek megtorlása több mint 3000 magyar és német áldozatot követelt. Az egész Sajkás-vidék egész magyar lakosságát 1945. január-februárjában a hírhedt járeki vagy más koncentrációs táborokba hurcolták. Vagyonukat elkobozták, és kitiltották őket lakhelyükről.  Az életben hagyottakat (nők, gyerekek, öregek) a járeki táborba terelték, ahol tovább folytatódott a népirtás. Házaikba 1945 után boszniai kolonistákat (telepeseket) telepítettek. Ebben az évben a római katolikus templomot is lerombolták.
A túlélő hozzátartozók minden évben összegyűlnek a helyi egykori sintértelepnél ahova elföldelték a 3000 szerencsétlen ártatlant, hogy elhelyezzék a megemlékezés virágait, amit aztán másnapra szétdobálnak, széttaposnak, jelezve, hogy a magyaroknak még sírjukban sincs nyugtuk.
2014-ben született meg az a szerbiai rendelet, amely eltörölte a Csúrog, Zsablya és Mozsor települések magyar lakosságának kollektív bűnösségét kimondó jogszabályt. A rendeletre mintegy hetven évet kellett várnia a helyieknek. A magyar kormány üdvözölte a döntést, amelyet a szerb-magyar megbékélés fontos állomásának nevezett.

## Népesség

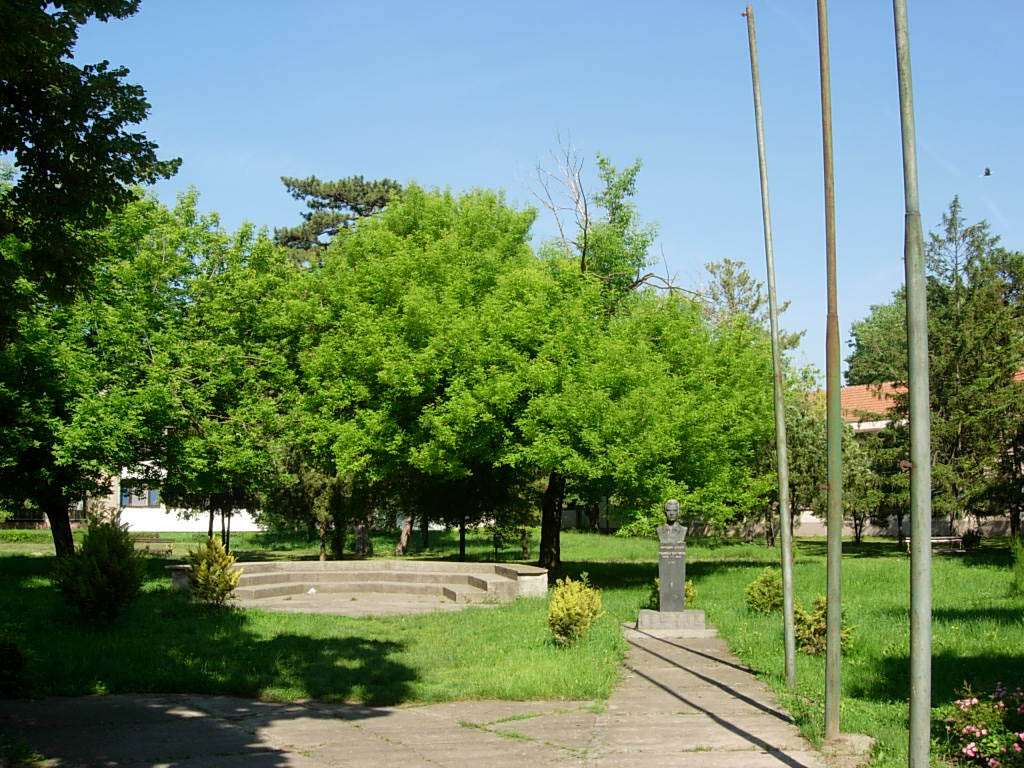
A falu központjában levő park. Helyén a Szent Lajos katolikus templom állt 1948-ig

### Demográfiai változások
| 1948 | 1953 | 1961 | 1971 | 1981 | 1991 | 2002 | 2011 |
| ---- | ---- | ---- | ---- | ---- | ---- | ---- | ---- |
| 7928 | 8466 | 9469 | 9336 | 9231 | 8987 | 8882 | 8166 |